# やまぐち845
やまぐち845（やまぐちはちよんご）は、NHK山口放送局で放送されている『NHKニュース』のローカルニュース番組である。現在は『情報維新!やまぐち845』として放送されている。

## 番組内容
- 山口県内のニュース
- 気象情報

## 放送時間
- 平日 20:45 - 21:00（JST）
  - 祝日・年末年始はNHK広島放送局からの中国地方のニュース・気象情報（20:55 - 21:00の5分間）となるため休止（ただし、12月31日は中国地方のニュース・気象情報としても休止[1]）。

## キャスター
- 原則としてNHK山口放送局のアナウンサーが交代で担当する。